# Власть с Евгением Киселёвым
«Власть с Евгением Киселёвым» — теле- и радиопрограмма, транслировавшаяся телеканалом RTVi и радио «Эхо Москвы», выходила в эфир с 8 декабря 2006 по 18 сентября 2009 года. 
В программе вместе с приглашёнными экспертами, политиками, журналистами и другими известными личностями обсуждались главные политические итоги недели. В программе присутствовала система интерактивного голосования, где зрители могли голосовать по поставленному вопросу посредством телефонных звонков. По сути, была наследницей предыдущей телепрограммы Евгения Киселёва — «Итоги». Выход программы в эфир приостановлен в связи с уходом Евгения Киселёва на телеканал «Интер».
По словам главного редактора «Эха Москвы» Алексея Венедиктова, одной из особенностей программы было то, что она шла одновременно и по телевидению, и по радио. Несмотря на телевизионный формат, программа была интерактивной и могла быть прервана для экстренного выпуска новостей. Помимо этого, причиной создания программы являлись высокие рейтинги других программ Евгения Киселёва. 
К основным отличиям программы от других политических передач Евгений Киселёв отнёс отсутствие самоцензуры, а также более серьёзный подход к политике, не ограничивающийся полемикой между участниками обсуждений.
Программа «Власть» стала для Евгения Киселёва возможностью не только вернуться на телеэкраны, но и поработать вместе с коллегами по НТВ, которые перешли на RTVi ранее — Андреем Норкиным, Владимиром Кара-Мурзой и другими.